# Monte, Haute-Corse
Monte är en kommun i departementet Haute-Corse på ön Korsika i Frankrike. Kommunen ligger i kantonen Alto-di-Casaconi som tillhör arrondissementet Corte. År 2022 hade Monte 619 invånare.

## Befolkningsutveckling
Antalet invånare i kommunen Monte
Referens:INSEE